# إي. رولاند هاريمان
إي. رولاند هاريمان (بالإنجليزية: E. Roland Harriman)‏ هو خبير مالي أمريكي، ولد في 24 ديسمبر 1895 في نيويورك في الولايات المتحدة، وتوفي في 16 فبراير 1978 في Arden, New York ‏ في الولايات المتحدة.